# 帕尔拉
帕尔拉（西班牙語：Parla；西班牙語發音：[ˈpaɾ.la]），是西班牙马德里自治区的一个市镇，位于马德里以南16.4公里。总面积24.43平方公里，总人口125,898人（2017年），人口密度5153人/平方公里。

## 地名语源
根据民间语源，帕尔拉这个地名来自西班牙语动词，中文意为说话，讲话。一位年轻的哑巴在该市的喷泉里喝水，最后竟能开口说话。也有理论认为来自同名姓氏。

## 图集

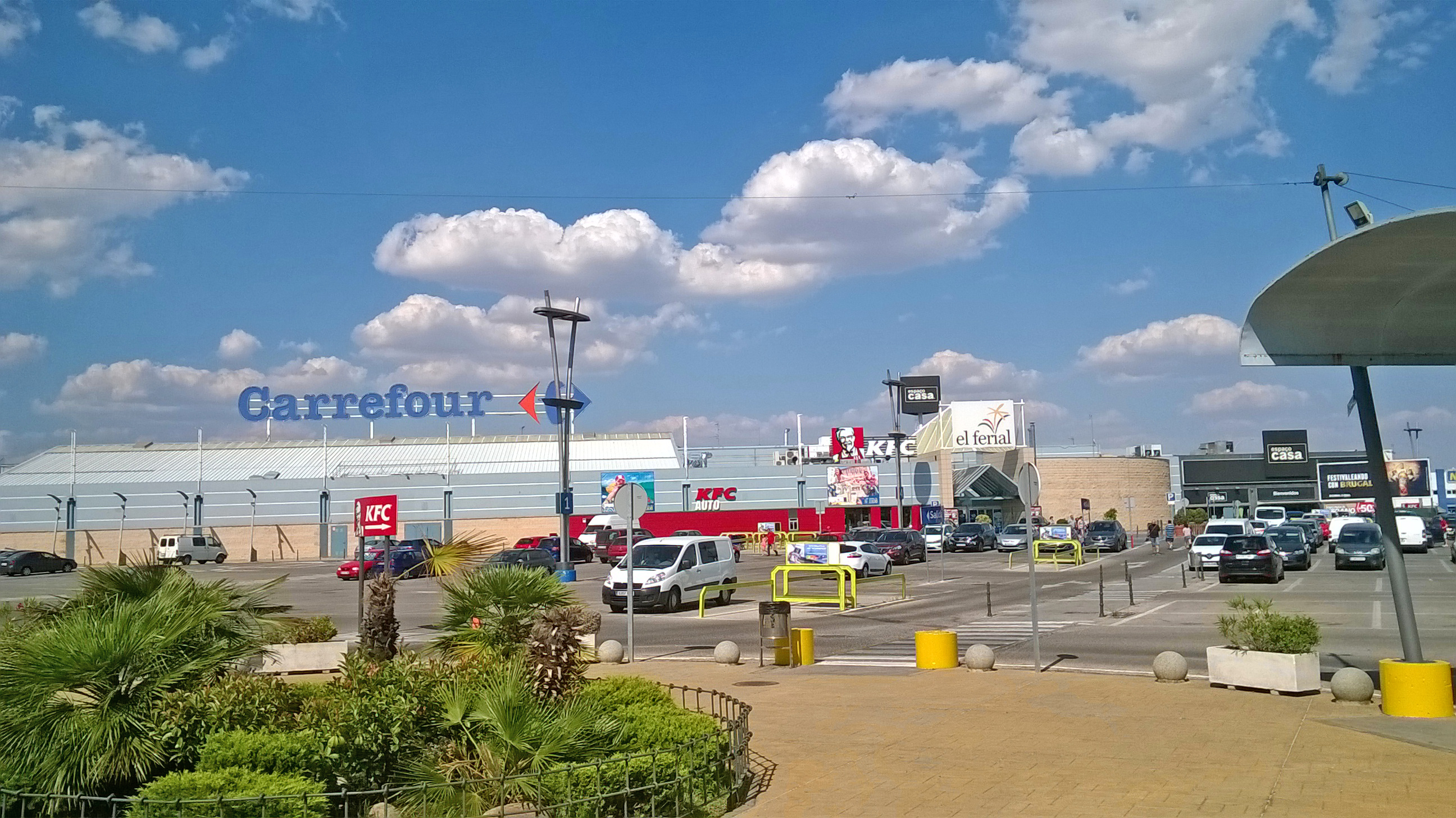
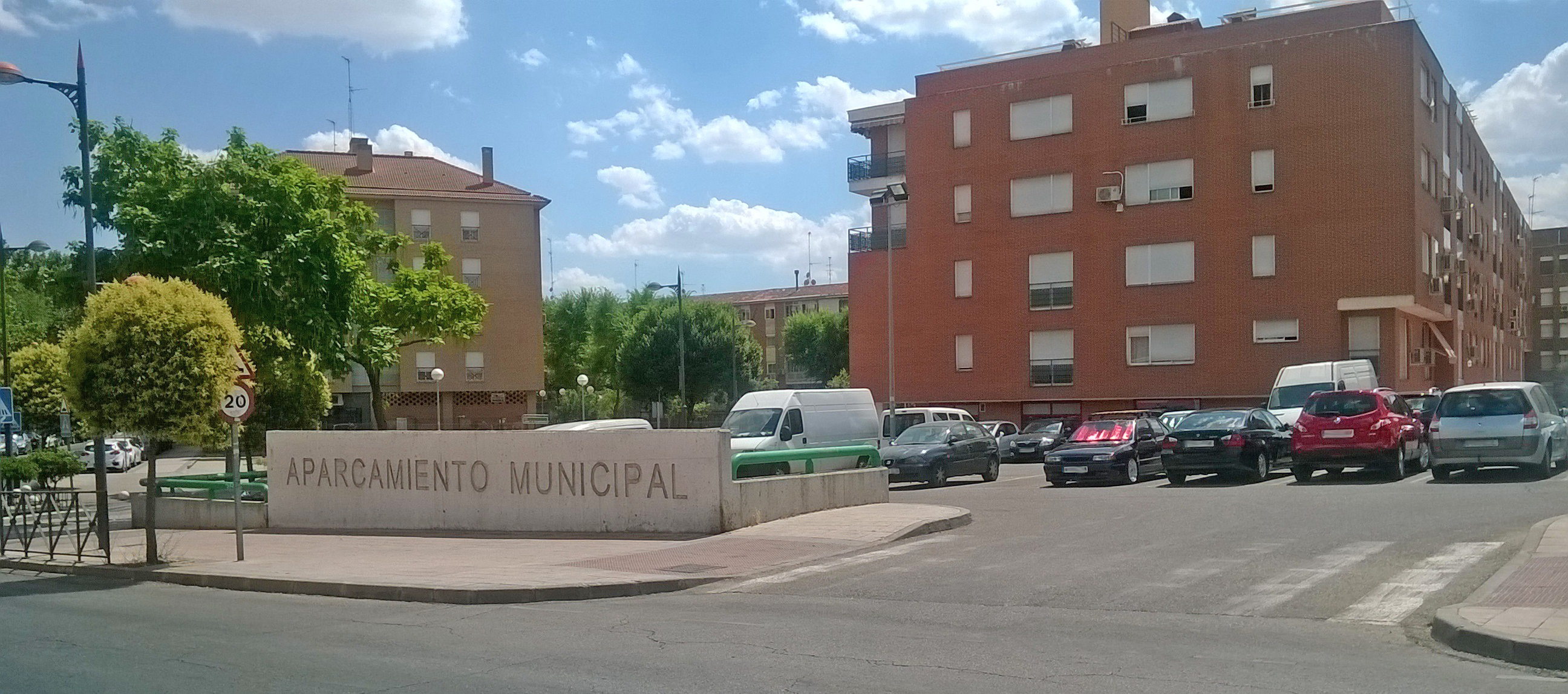
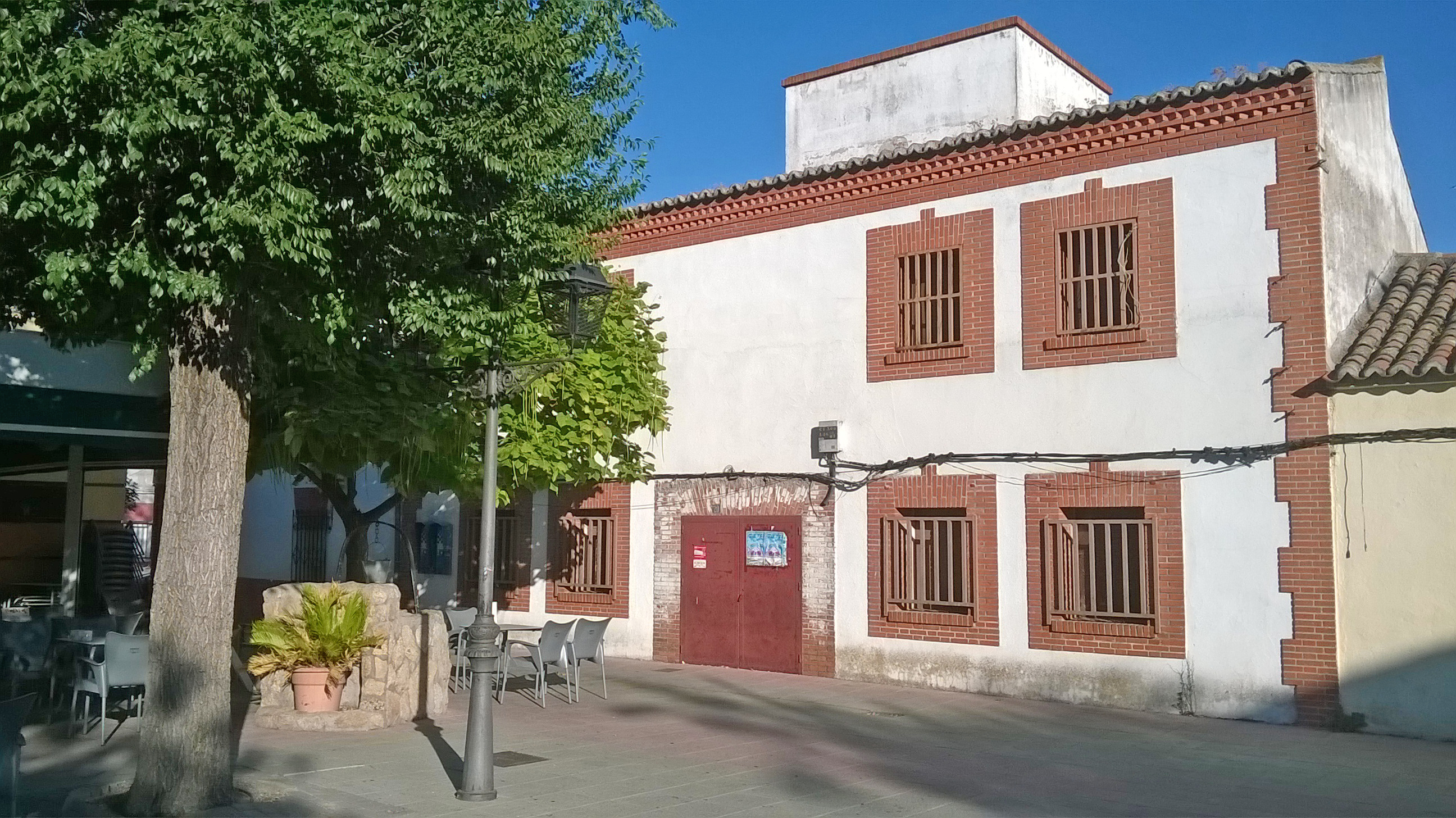
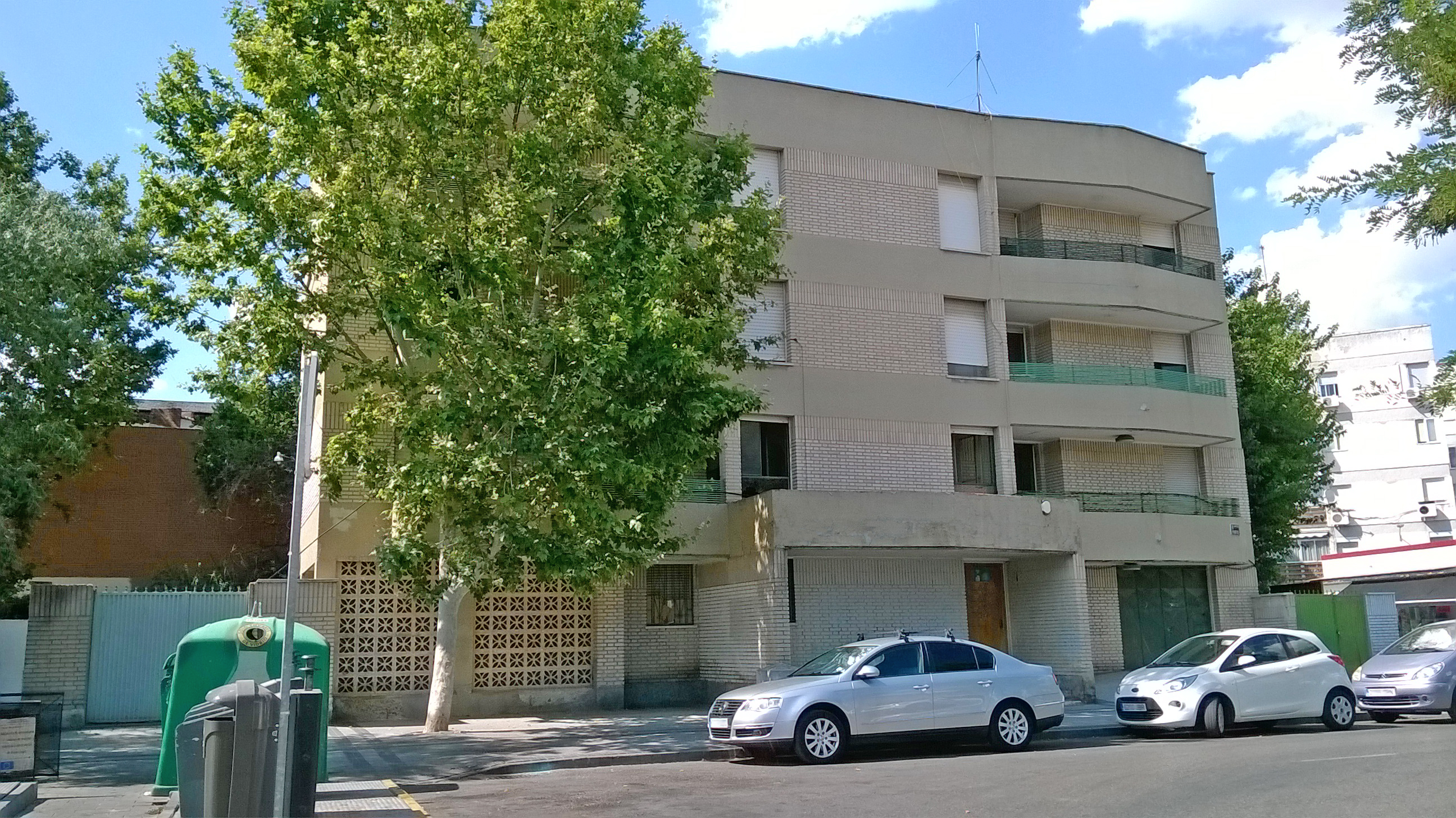

## 人口
帕尔拉历史人口变化
来源：INE

## 著名人物
- 拉法埃尔·贝尼特斯：足球教练。[3]
- 博爾哈·馬約拉爾：职业足球运动员。[4]

## 友好城市
| 友好城市 |              |          |      |      |
| 国家     | 城市         | 缔结时间 | 徽章 | 图片 |
| 英国     | 車路士       | -        | -    |      |
| 西班牙   | 巴达洛纳     | -        |      |      |
| 西班牙   | 巴利亚多利德 | -        |      |      |
| 葡萄牙   | 丰沙尔       | -        |      |      |